# 비신성화
비신성화 ( Deconsecration or Desacrilization )는 세속화로 불리기도 하며, 성직자나 승려들에 의해 신성시 또는 거룩하게 되었던 것을 없애고 다시 세상적인 것으로 돌리는 행동을 일컫는 말이다.  대표적인 예로는 교회나 회당, 절등의 종교적 건물들을 비종교적인 용도로 변경하여 사용하거나 허무는 행위이다.  

## 하비 콕스의 세속도시
콕스는 그의 저서인 "세속 도시"에서 도시의 세속적 사회에서 적응하는 세속화 신학을 제안하였으며, 현대인들이 종교적 요구에 부응하려면 신학이 현대사회의 변화에 대응하여 체질적 개선을 요구한다고 주장하였다.  그는 구약성경에서 창조사건을 "자연의 세속화", 출애굽 사건을 "정치의 세속화"로 보았고, 자연의 비마법화, 정치의 비신격화, 시내산 언약의 비신성화등의 표현을 사용하였다.
1. ↑  “신학자료실”. 2021년 11월 11일에 확인함.